# Médaille d'or de la ville de Milan

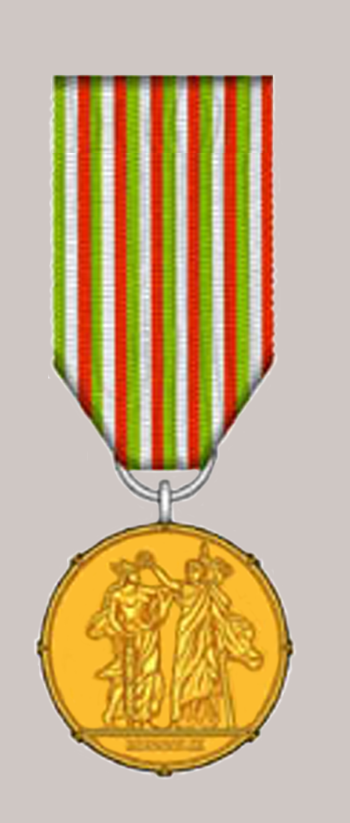
Médaille d'or de la ville de Milan.

La médaille d'or de la ville de Milan est une décoration militaire décernée en 1909 à l'occasion du cinquantenaire de la campagne d'Italie de 1859. 

## Récipiendaires
La médaille est offerte par la ville de Milan aux unités ayant participé à la seconde guerre d'indépendance de l'Italie, et notamment aux batailles de Montebello, Palestro, San Fermo et Magenta. Quatre-vingt six régiments de l'Armée française ont reçu cette médaille, ainsi que le corps des chasseurs à pied. Trente-quatre médailles ont aussi été données à des régiments italiens.
Les médailles sont remises le 8 juin 1909 au général Louis Napoléon Eugène Jules Jean Espinasse (fils de Charles-Marie-Esprit Espinasse, tué à la bataille de Magenta).
Liste parue dans la presse d'époque :
- Infanterie :
  - le 2e régiment d'infanterie,
  - le 6e régiment d'infanterie,
  - le 8e régiment d'infanterie[1],
  - le 14e régiment d'infanterie[1],
  - le 21e régiment d'infanterie,
  - le 23e régiment d'infanterie,
  - le 30e régiment d'infanterie,
  - le 33e régiment d'infanterie,
  - le 34e régiment d'infanterie,
  - le 37e régiment d'infanterie,
  - le 41e régiment d'infanterie,
  - le 43e régiment d'infanterie,
  - le 44e régiment d'infanterie,
  - le 45e régiment d'infanterie,
  - le 49e régiment d'infanterie,
  - le 50e régiment d'infanterie,
  - le 53e régiment d'infanterie,
  - le 55e régiment d'infanterie,
  - le 56e régiment d'infanterie,
  - le 59e régiment d'infanterie,
  - le 61e régiment d'infanterie,
  - le 65e régiment d'infanterie,
  - le 70e régiment d'infanterie,
  - le 71e régiment d'infanterie,
  - le 72e régiment d'infanterie,
  - le 73e régiment d'infanterie,
  - le 74e régiment d'infanterie[4],
  - le 76e régiment d'infanterie,
  - le 78e régiment d'infanterie,
  - le 84e régiment d'infanterie,
  - le 85e régiment d'infanterie,
  - le 86e régiment d'infanterie,
  - le 88e régiment d'infanterie,
  - le 90e régiment d'infanterie,
  - le 91e régiment d'infanterie,
  - le 93e régiment d'infanterie,
  - le 98e régiment d'infanterie,
  - le 100e régiment d'infanterie,
  - le 1er régiment étranger,
  - le 2e régiment étranger,
  - le 1er régiment de zouaves,
  - le 2e régiment de zouaves,
  - le 3e régiment de zouaves,
  - le 4e régiment de zouaves,
  - le 1er régiment de tirailleurs algériens (traditions reprises en 1994 par le 1er régiment de tirailleurs),
  - le 2e régiment de tirailleurs algériens,
  - le 3e régiment de tirailleurs algériens,
  - Corps des chasseurs à pied :
    - Le drapeau des bataillons de chasseurs à pied reçoit cette décoration pour l'ensemble des bataillons qui ont combattu dans cette campagne[1] à savoir : bataillon de chasseurs à pied de la Garde, 1er, 5e, 6e, 8e, 10e, 11e, 15e, 17e, 18e et 19e. Le 10e  s'illustre notamment à Solférino, quatrième inscription au Drapeau. Le drapeau des chasseurs, unique emblème pour l'ensemble des bataillons reçoit en effet la croix de la Légion d'honneur conférée au drapeau à la suite de la prise de l'emblème d'un bataillon de grenadiers autrichiens du régiment d'infanterie Prinz Gustav von Vasa no 60 par le 10e BCP.
    - À noter que lors de la campagne d'Italie, le bataillon de chasseurs à pied de la Garde impériale avait son propre drapeau et celui-ci reçut aussi la Légion d'honneur pour la prise du drapeau du 48e régiment d'infanterie "Erzherzog Ernst" par le chasseur Monteiller de la 3e compagnie à Solferino. Le bataillon de la Garde disparut avec son drapeau dans la tourmente de 1870. Le bataillon fut recréé le 27 mai 1871 en tant que 24e BCP, sous l'unique drapeau des Chasseurs (BCA le 2 janvier 1889, GC le 27 juillet 1945, dissous en 1991).
- Cavalerie : 
  - le 1er régiment de cuirassiers,
  - le 2e régiment de cuirassiers,
  - le 12e régiment de cuirassiers[1],[5] (héritier des Cuirassiers de la Garde impériale), non cité dans la source principale[3],
  - le 3e régiment de dragons (n'a pas participé à la campagne, erreur de la source ?),
  - le 13e régiment de dragons[1],[2] (formé en 1870 à partir du régiment de dragons de l'Impératrice), non cité dans la source principale[3],
  - le 14e régiment de dragons (formé en 1871 à partir du 1er régiment de lanciers),
  - le 20e régiment de dragons (formé en 1871 à partir du 9e régiment de lanciers, ex-régiment de lanciers de la Garde impériale),
  - le 2e régiment de chasseurs à cheval,
  - le 4e régiment de chasseurs à cheval,
  - le 7e régiment de chasseurs à cheval,
  - le 10e régiment de chasseurs à cheval,
  - le 13e régiment de chasseurs à cheval (formé en 1871 à partir des régiment de chasseurs à cheval de la Garde impériale),
  - le 2e régiment de hussards,
  - le 5e régiment de hussards,
  - le 7e régiment de hussards,
  - le 9e régiment de hussards (formé en 1871 à partir du régiment de guides de la Garde impériale),,
  - le 1er régiment de chasseurs d'Afrique,
  - le 2e régiment de chasseurs d'Afrique,
  - le 3e régiment de chasseurs d'Afrique[1].
- Artillerie :
  - le 1er régiment d'artillerie,
  - le 2e régiment d'artillerie,
  - le 3e régiment d'artillerie,
  - le 5e régiment d'artillerie,
  - le 6e régiment d'artillerie,
  - le 7e régiment d'artillerie,
  - le 8e régiment d'artillerie,
  - le 9e régiment d'artillerie,
  - le 10e régiment d'artillerie,
  - le 11e régiment d'artillerie,
  - le 12e régiment d'artillerie,
  - le 13e régiment d'artillerie,
  - le 14e régiment d'artillerie,
  - le 15e régiment d'artillerie,
  - le 16e régiment d'artillerie,
  - le 17e régiment d'artillerie,
  - le 19e régiment d'artillerie (formé en 1860 à partir du 15e régiment d'artillerie à cheval),
  - le 20e régiment d'artillerie (formé en 1860 à partir du 16e régiment d'artillerie à cheval),
  - le 23e régiment d'artillerie (héritier du régiment d'artillerie monté de la Garde impériale),
  - le 24e régiment d'artillerie (héritier du régiment d'artillerie à cheval de la Garde impériale).
- Génie :
  - le 1er régiment du génie,
  - le 2e régiment du génie[1], non cité dans la source principale[3].